# Шина Крамера
Шина Крамера — медицинский инструмент в виде гибкой проволочной шины для фиксации различных частей тела при переломах. Названа по имени изобретателя — немецкого хирурга Фридриха Крамера. Обеспечивает профилактику и лечение болезней костной системы. Шины Крамера — это последователи шины Дитерихса, которые используются для фиксации повреждённой конечности на время транспортировки пациента в лечебное учреждение.

## Применение
Представляет собой металлическую рамку с поперечными перекладинками. Может использоваться многократно. Обладает гибкостью, и может быть изогнута для принятия нужной формы.
Обездвиживание конечности с помощью шины позволяет не допустить дополнительных травм и уменьшить болевые ощущения. Если пострадавшего будут транспортировать без наложения шины Крамера, то возможно смещение костей и травмирование нервных окончаний и сосудов, расположенных вблизи. Всё это повышает риски неправильного срастания кости, а также наносит больному больше боли. Именно поэтому без иммобилизации нельзя переносить больного с переломами конечностей.
Шина Крамера представляет собой набор гибких длинных проволочных решёток, лесенок и фиксирующих ремней. Она легко принимает любую форму в зависимости от того, какой характер носит перелом. Шины Крамера применяют при переломе как верхних, так и нижних конечностей, а именно: кости плеча и предплечья, бедра, голени, лодыжек, стоп и пальцев. Также шину можно применять для фиксации головы и шейного отдела позвоночника.

### Шина Крамера для ноги
Шина Крамера для ноги предназначена для фиксации нижней конечности, тазобедренного, коленного, голеностопного сустава с костями бедра и голени. Размер: для ноги 10 см х 120 см.

### Шина Крамера для руки
Шина Крамера для руки предназначена для фиксации плечевой, локтевой, лучезапястного сустава соответственно с костями плеча и предплечья. Размер: для руки 8 см х 80 см.